# 정순대부
정순대부(正順大夫)는 고려 후기의 관직으로 1308년에 시행하여 1356년에 폐지된 정3품 문관의 품계이다. 

## 정의
고려시대 정3품 문관의 품계

## 내용
1308년(충렬왕 34) 충선왕이 복위하여 정3품의 상계(上階)로 처음 설정하였다. 1356년(공민왕 5) 이후에는 정의대부(正議大夫)와 번갈아가면서 고려 말기까지 사용되다가 조선 초에 통정대부(通政大夫)로 개칭되었다. → 문산계

## 참고 문헌
- 『고려사(高麗史)』
- 「고려시대(高麗時代)의 문산계(文散階)」